# 音響監督
音響監督（おんきょうかんとく、英語: director of audiography (DA), Sound Director (SD) ）とは、主にアニメーションやゲームなどの作品において音声面の演出を行うスタッフのこと。便宜上、外画と総称する外国語映画、海外ドラマ、海外アニメーション等の日本語吹き替え版の演出家についても本記事で言及する。別名で「録音監督」「音響演出」「録音演出」、吹き替えの場合には単に「演出」とも呼ぶ。
日本独自の職種であり、アメリカでは似たような役職に「サウンドスーパーバイザー」「ミュージックスーパーバイザー」、「ボイスディレクター」、「ボイスオーバーディレクター」などがある。

## 音響監督の始まり
虫プロダクションがテレビアニメ『鉄腕アトム』を開始した際、過密スケジュールにより音響演出が時間的に不可能だったため内部に音響演出スタッフを別に置いたのが始まりとされる。同作では、テレビプロデューサーの別所孝治が担当した。
その後の虫プロ系や、人材的に虫プロの系譜を汲む制作会社の中にはアフレコなどを完全に音響監督に任せ、アニメ側の演出家が全く立ち会わないこともあった。それ以外では監督、演出家、ときには脚本家、原作者も立ち会うのが一般的となっている。

## 仕事内容

### アニメーションの場合
まず監督・プロデューサー・原作者などと相談し、適宜オーディションを行いながら声優のキャスティングを行う。最終決定権は監督にあるが、音響監督にもある程度の権限があるため、才能を見込んだ声優を起用して育てることもある。
ダビング作業（映像編集）の際は、BGMをどのタイミングで流すか、あるいはどんな効果音を使うかなど作品が盛り上がるよう音響を演出し、アフレコ時には演出意図に応じて声優に対し演技指導を行うこともある。この演出作業は音響監督だけでなく、アニメの監督や演出家・音響効果と話し合いながら共同で行うことが多い。
また音響制作費の予算管理も行い、制作会社から提示された金額で録音スタジオ使用料、音楽･効果音の制作費などを管理する。
そもそも前述の通り、本来は演出家が行う役職だったということもあり、一部のアニメーション監督は、自ら音響監督若しくはアフレコ演出も兼任する場合がある。特に東映アニメーションの場合は「キャスティング（演技事務）」「選曲」に分かれ、各話絵コンテ・演出担当者が音響監督も兼ねるのが通例である。そのため、シリーズとしての統一感をもたらすためミキサーが各話演出に助言して、事実上ミキサーが音響監督的な役割を果たしている。なお、ごく一部の作品では「録音ディレクター」「オーディオディレクター」という役職が置かれることがあった他、2008年の『ONE PIECE THE MOVIE エピソードオブチョッパー+ 冬に咲く、奇跡の桜』からは東映アニメーションでも一部で音響監督を取り扱うようになった。
また音響監督の仕事のうち収録の際に声優への演技指導のみを行う、アフレコ演出も存在する。例えば、三ツ矢雄二はダビングなどを行わず、アフレコ演出のみを行っていた。

### 外画吹き替えの場合
前述の通り外画の日本語吹き替え版制作において、アニメーションの音響監督に相当するスタッフは演出である。現場などではディレクターと呼ぶことも多い。
テレビ放映の吹き替えの場合は放送枠に合わせて本編の一部をカットする必要があり、まず演出は場面のカットと再編集作業を行う。長年外画吹き替えの演出を手掛けている福永莞爾は「中身を損なわないで、何をどうカットするのかが僕の仕事の命だった。」と語っている
そして翻訳家が訳した原本の誤訳チェックや場面に応じて適当な表現に直すなどの作業を行い、翻訳家等のスタッフとともに台本を完成させる。
収録時にはアニメーションと同じく演技指導を行う。収録後は音響効果らスタッフと共に日本語の台詞と原音の音楽と効果音を合わせるダビング作業をし、その後場面に応じたエフェクトをつける作業を行う。例えば電話の声やスピーカーから流れる声ならそれらしくエフェクトをかけるといった具合である。
外画吹き替えの場合、一般的にはオーディションを行わず演出と日本語版制作会社やテレビ局などのプロデューサーが相談のうえでキャスティングを決定する場合が多い。

## 音響監督のキャリア
大半がフリーランスの個人事業主である。
映画監督などと同様に、決まった就職方法はない。
本職・前職の経験を生かして音響監督のまねごとをしているうちに仕事が増え、それをきっかけに音響監督に転身する者が多い。
たとえば中小劇団の音響スタッフ兼演出家、レコーディング・エンジニア、アニメの音響効果スタッフ、ラジオドラマを得意とするラジオ局のディレクター、吹き替えに立ち会う機会が多い外国映画配給会社のプロデューサーなど、演出・音響関係の経験者が多い。
それ以外には、専門学校の音響監督コースを卒業して音響制作会社に就職する、先輩のスカウトで弟子入りして経験を積み独立する、アフレコ・舞台演出の経験が多い声優が転身する、ゲーム制作会社で音響スタッフ・アフレコ指導の経験を積み独立する例もある。